# Seznam medailistů na mistrovství Evropy – štafeta 4 × 100 m
Běh na 4 x 100 m se poprvé na ME v atletice objevil při jeho prvním ročníku v Turíně v roce 1934, kdy se všech disciplín zúčastnili pouze muži. Ženy poprvé startovaly na evropském šampionátu ve Vídni v roce 1938.

## Muži
| Rok  | Místo     | Zlato | Výkon vítěze                     | Stříbro                          | Bronz                            |
| ---- | --------- | --- | -------------------------------- | -------------------------------- | -------------------------------- |
| 1934 | Turín     | Německo Egon Schein Erwin Gillmeister Gerd Hornberger Erich Borchmeyer                                                    | 41,0                             | Maďarsko                         | Nizozemsko                       |
| 1938 | Paříž     | Německo Manfred Kersch Gerd Hornberger Karl Neckermann Jakob Scheuring                                                    | 40,9                             | Švédsko                          | Velká Británie                   |
| 1946 | Oslo      | Švédsko Stig Danielsson Inge Nilsson Olle Laessker Stig Håkansson                                                         | 41,5                             | Francie                          | Československo                   |
| 1950 | Brusel    | SSSR Vladimir Sucharev Levan Kaljajev Levan Sanadze Nikolaj Karakulov                                                     | 41,5                             | Francie                          | Švédsko                          |
| 1954 | Bern      | Maďarsko László Zarándi Géza Varasdi György Csányi Béla Goldoványi                                                        | 40,6                             | Velká Británie                   | SSSR                             |
| 1958 | Stockholm | NSR Walter Mahlendorf Armin Hary Heinz Fütterer Manfred Germar                                                            | 40,2                             | Velká Británie                   | SSSR                             |
| 1962 | Bělehrad  | NSR Klaus Ulonska Peter Gamper Hans-Joachim Bender Manfred Germar                                                         | 39,5                             | Polsko                           | Velká Británie                   |
| 1966 | Budapešť  | Francie Marc Berger Jocelyn Delecour Claude Piquemal Roger Bambuck                                                        | 39,4                             | SSSR                             | NSR                              |
| 1969 | Athény    | Francie Alain Sarteur Patrick Bourbeillon Gérard Fenouil François St.-Gilles                                              | 38,89                            | SSSR                             | Československo                   |
| 1971 | Helsinky  | Československo Ladislav Kříž Juraj Demeč Jiří Kynos Luděk Bohman                                                          | 39,32                            | Polsko                           | Itálie                           |
| 1974 | Řím       | Francie Lucien Sainte-Rose Joseph Arame Bruno Cherrier Dominique Chauvelot                                                | 38,69                            | Itálie                           | NDR                              |
| 1978 | Praha     | Polsko Zenon Nowosz Zenon Licznerski Leszek Dunecki Marian Woronin                                                        | 38,58                            | NDR                              | SSSR                             |
| 1982 | Athény    | SSSR Sergej Sokolov Alexandr Aksinin Andrej Prokofjev Nikolaj Sidorov                                                     | 38,60                            | NDR                              | NSR                              |
| 1986 | Stuttgart | SSSR Alexandr Jevgeněv Nikolaj Jušmanov Vladimir Muravjov Viktor Bryzgin                                                  | 38,29                            | NDR                              | Velká Británie                   |
| 1990 | Split     | Francie Max Morinière Daniel Sangouma Jean-Charles Trouabal Bruno Marie-Rose                                              | 37,79                            | Velká Británie                   | Itálie                           |
| 1994 | Helsinky  | Francie Hermann Lomba Eric Perrot Jean-Charles Trouabal Daniel Sangouma                                                   | 38,57                            | Ukrajina                         | Itálie                           |
| 1998 | Budapešť  | Velká Británie Allyn Condon Darren Campbell Douglas Walker Julian Golding                                                 | 38,52                            | Francie                          | Polsko                           |
| 2002 | Mnichov   | Ukrajina Kosťantyn Vasjukov Kosťantyn Rurak Anatolij Dovhal Oleksandr Kajdaš                                              | 38,53                            | Polsko                           | Německo                          |
| 2006 | Göteborg  | Velká Británie Dwain Chambers Darren Campbell Marlon Devonish Mark Lewis-Francis                                          | 38,91                            | Polsko                           | Francie                          |
| 2010 | Barcelona | Francie (Jimmy Vicaut Christophe Lemaitre Pierre-Alexis Pessonneaux Martial Mbandjock                                     | 38,11                            | Itálie                           | Německo                          |
| 2012 | Helsinky  | Nizozemsko Brian Mariano Churandy Martina Giovanni Codrington Patrick van Luijk                                           | 38,34                            | Německo                          | Francie                          |
| 2014 | Curych    | Velká Británie Adam Gemili Richard Kilty Harry Aikines-Aryeetey James Ellington                                           | 37,93                            | Německo                          | Francie                          |
| 2016 | Amsterdam | Velká Británie James Dasaolu Adam Gemili James Ellington Chijindu Ujah)                                                   | 38,17                            | Francie                          | Německo                          |
| 2018 | Berlín    | Velká Británie Chijindu Ujah Zharnel Hughes Adam Gemili Harry Aikines-Aryeetey                                            | 37,80                            | Turecko                          | Nizozemsko                       |
| 2020 | Paříž     | zrušeno kvůli pandemii covidu-19                                                                                          | zrušeno kvůli pandemii covidu-19 | zrušeno kvůli pandemii covidu-19 | zrušeno kvůli pandemii covidu-19 |
| 2022 | Mnichov   | Velká Británie Jeremiah Azu Zharnel Hughes Jona Efoloko Nethaneel Mitchell-Blake Harry Aikines-Aryeetey * Tommy Ramdhan * | 37,67 RM                         | Francie                          | Polsko                           |
| 2024 | Řím       | Itálie Matteo Melluzzo Marcell Jacobs Lorenzo Patta Filippo Tortu Roberto Rigali * Lorenzo Ndele Simonelli *              | 37,82                            | Nizozemsko                       | Německo                          |

## Ženy
| Rok  | Místo     | Zlato | Výkon vítěze                     | Stříbro                          | Bronz                            |
| ---- | --------- | --- | -------------------------------- | -------------------------------- | -------------------------------- |
| 1938 | Vídeň     | Německo Josefine Kohl Käthe Kraussová Emmy Albus Ida Kühnel                                                    | 46,8                             | Polsko                           | Itálie                           |
| 1946 | Oslo      | Nizozemsko Gerda van der Kade-Koudijsová Witziers-Timmerová Marta Ademaová Fanny Blankers-Koenová              | 47,8                             | Francie                          | SSSR                             |
| 1950 | Brusel    | Velká Británie Elspeth Hayová Jean Desforgesová Dorothy Manleyová June Fouldsová                               | 47,4                             | Nizozemsko                       | SSSR                             |
| 1954 | Bern      | SSSR Věra Krepkinová Rimma Ulitkinová Marija Itkinová Irina Turovová                                           | 45,8                             | NSR                              | Itálie                           |
| 1958 | Stockholm | SSSR (Věra Krepkinová Linda Keppová Nina Poljakovová Valentina Maslovská                                       | 45,3                             | Velká Británie                   | Polsko                           |
| 1962 | Bělehrad  | Polsko Teresa Ciepły Barbara Janiszewska Elżbieta Szyroka Maria Piątkowska                                     | 44,5                             | NSR                              | Velká Británie                   |
| 1966 | Budapešť  | Polsko Elżbieta Bednareková Danuta Straszyńská Irena Szewińská Ewa Kłobukowska                                 | 44,49                            | NSR                              | SSSR                             |
| 1969 | Athény    | NDR Regina Höferová Renate Stecherová Bärbel Podeswaová Petra Kandarrová                                       | 43,61                            | NSR                              | Velká Británie                   |
| 1971 | Helsinky  | NSR Elfgard Schittenhelmová Inge Heltenová Annegret Richterová Ingrid Beckerová                                | 43,23                            | NDR                              | SSSR                             |
| 1974 | Řím       | NDR Doris Maletzkiová Renate Stecherová Christina Heinichová Bärbel Wöckelová                                  | 42,51                            | NSR                              | Polsko                           |
| 1978 | Praha     | SSSR Věra Anisimovová Ljudmila Maslakovová Ljudmila Kondraťjevová Ljudmila Storoškovová                        | 42,54                            | Velká Británie                   | NDR                              |
| 1982 | Athény    | NDR Gesine Waltherová Bärbel Wöckelová Sabine Riegerová Marlies Göhrová                                        | 42,19                            | Velká Británie                   | Francie                          |
| 1986 | Stuttgart | NDR Silke Möllerová Sabine Riegerová Ingrid Auerswaldová Marlies Göhrová                                       | 41,84                            | Bulharsko                        | SSSR                             |
| 1990 | Split     | NDR Silke Möllerová Katrin Krabbeová Kerstin Behrendtová Sabine Güntherová                                     | 41,68 RM                         | NSR                              | Velká Británie                   |
| 1994 | Helsinky  | Německo Melanie Paschkeová Silke Knollová Bettina Zippová Silke Lichtenhagenová                                | 42,90                            | Rusko                            | Bulharsko                        |
| 1998 | Budapešť  | Francie Katia Benthová Frédérique Banguéová Sylviane Félixová Christine Arronová                               | 42,59                            | Německo                          | Rusko                            |
| 2002 | Mnichov   | Francie Delphine Combeová Muriel Hurtisová Sylviane Félixová Odiah Sidibéová                                   | 42,46                            | Německo                          | Rusko                            |
| 2006 | Göteborg  | Rusko Julija Guščinová Natalja Rusakovová Irina Chabarovová Jekatěrina Grigorjevová                            | 42,27                            | Velká Británie                   | Bělorusko                        |
| 2010 | Barcelona | Ukrajina Olesja Povchová Natalija Pohrebňaková Marija Rjemjeňová Jelizaveta Bryzginová                         | 42,29                            | Francie                          | Polsko                           |
| 2012 | Helsinky  | Velká Británie Leena Güntherová Anne Cibisová Tatjana Pintová Verena Sailerová                                 | 42,51                            | Nizozemsko                       | Polsko                           |
| 2014 | Curych    | Velká Británie Asha Philipová Ashleigh Nelsonová Jodie Williamsová Desiree Henryová                            | 42,24                            | Francie                          | Rusko                            |
| 2016 | Amsterdam | Nizozemsko Jamile Samuel Dafne Schippersová Tessa van Schagen Naomi Sedney                                     | 42,04                            | Velká Británie                   | Německo                          |
| 2018 | Berlín    | Velká Británie Asha Philipová Imani Lansiquotová Bianca Williamsová Dina Asherová-Smithová                     | 41,88                            | Nizozemsko                       | Německo                          |
| 2020 | Paříž     | zrušeno kvůli pandemii covidu-19                                                                               | zrušeno kvůli pandemii covidu-19 | zrušeno kvůli pandemii covidu-19 | zrušeno kvůli pandemii covidu-19 |
| 2022 | Mnichov   | Německo Alexandra Burghardtová Lisa Mayerová Gina Lückenkemperová Rebekka Haaseová Jessica-Bianca Wessollyová* | 42,34                            | Polsko                           | Itálie                           |
| 2024 | Řím       | Velká Británie Dina Asherová-Smithová Desirèe Henryová Amy Huntová Daryll Neitaová Asha Philipová*             | 41,91                            | Francie                          | Nizozensko                       |